# No Lie
No Lie – singel jamajskiego piosenkarza Seana Paula z jego pierwszego minialbumu, zatytułowanego Mad Love the Prequel. Piosenka powstała przy gościnnym udziale brytyjskiej piosenkarki Dua Lipy. Singel został wydany 18 listopada 2016. Autorami utworu są Sean Paul, Andrew Jackson, Emily Warren, Jamie „Sermstyle” Sanderson, Philip Kembo, natomiast jego produkcją zajęli się Sermstyle i Pip Kembo.
„No Lie” jest utrzymany w stylu muzyki reggae i tropical pop. Utwór był notowany na 10. miejscu na liście najlepiej sprzedających się singli w Wielkiej Brytanii.

## Teledysk
Teledysk do singla został nakręcony pod koniec 2016, a za jego reżyserię odpowiada Tim Nackashi. Poszczególne sceny były kręcone w zachodnim Londynie. W obrazie wystąpiła piosenkarka Dua Lipa, która gościnnie zaśpiewała w utworze. Oficjalna premiera wideoklipu miała miejsce 10 stycznia 2017 na oficjalnym kanale Vevo artysty.

## Lista utworów
- Digital download[3]

1. „No Lie” (gośc. Dua Lipa) – 3:41

- CD single[4]

1. „No Lie” (gośc. Dua Lipa) – 3:41
2. „Tek Weh Yuh Heart” (gośc. Tory Lanez) – 3:46

- Digital download – Remixes[5]

1. „No Lie” (gośc. Dua Lipa) (Sam Feldt Remix) – 2:52
2. „No Lie” (gośc. Dua Lipa) (Delirous & Alex K Remix) – 4:18

## Notowania i certyfikaty
| Lista (2016–17)                        | Najwyższa pozycja |
| -------------------------------------- | ----------------- |
| Austria (Ö3 Austria Top 40)            | 13                |
| Belgia (Ultratop 50 Singles, Flandria) | 44                |
| Belgia (Ultratop 50 Singles, Walonia)  | 18                |
| Czechy (Rádio – Top 100)               | 2                 |
| Czechy (Singles Digitál – Top 100)     | 48                |
| Francja (Top 200 Singles)              | 27                |
| Holandia (Single Top 100)              | 14                |
| Irlandia (Top 100 Singles)             | 31                |
| Niemcy (Top 100 Singles)               | 10                |
| Polska (AirPlay – Top)                 | 6                 |
| Portugalia (Top 100 Singles)           | 66                |
| Słowacja (Rádio – Top 100)             | 19                |
| Słowacja (Singles Digitál – Top 100)   | 29                |
| Szwajcaria (Singles Top 100)           | 32                |
| Węgry (Single Top 40 slágerlista)      | 9                 |
| Wielka Brytania (Singles Top 200)      | 10                |
| Włochy (Top 100 Singles)               | 11                |

| Lista (2017)                           | Najwyższa pozycja |
| -------------------------------------- | ----------------- |
| Belgia (Ultratop 100 Singles, Walonia) | 75                |
| Francja (Top 200 Singles)              | 87                |
| Niemcy (Top 100 Singles)               | 83                |
| Polska (AirPlay – Top 100)             | 39                |
| Szwajcaria (Singles Top 100)           | 65                |
| Węgry (Single Top 40 slágerlista)      | 39                |
| Wielka Brytania (Singles Top 100)      | 67                |
| Włochy (Top 100 Singles)               | 16                |

| Kraj                         | Certyfikat         | Sprzedaż   |
| ---------------------------- | ------------------ | ---------- |
| Austria (IFPI Austria)       | platynowa płyta    | 30 000+    |
| Brazylia (Pro-Música Brasil) | diamentowa płyta   | 250 000+   |
| Dania (IFPI Danmark)         | złota płyta        | 45 000+    |
| Francja (SNEP)               | diamentowa płyta   | 333 333+   |
| Hiszpania (Promusicae)       | platynowa płyta    | 60 000+    |
| Holandia (NVPI)              | platynowa płyta    | 40 000+    |
| Kanada (MC)                  | platynowa płyta    | 80 000+    |
| Niemcy (BVMI)                | 3x złota płyta     | 600 000+   |
| Nowa Zelandia (RMNZ)         | 2x platynowa płyta | 60 000+    |
| Polska (ZPAV)                | 3x platynowa płyta | 60 000+    |
| Portugalia (AFP)             | platynowa płyta    | 10 000+    |
| Wielka Brytania (BPI)        | 2x platynowa płyta | 1 200 000+ |
| Włochy (FIMI)                | 4x platynowa płyta | 200 000+   |

## Historia wydania
| Region            | Data              | Format                      | Wersja   | Wytwórnia | Źródło |
| ----------------- | ----------------- | --------------------------- | -------- | --------- | ------ |
| Świat             | 18 listopada 2016 | Digital download, streaming | Original | Island    | [ 3 ]  |
| Wielka Brytania   | 6 stycznia 2017   | Contemporary hit radio      | Original | Island    | [ 57 ] |
| Niemcy            | 13 stycznia 2017  | Singel CD                   | Original | Universal | [ 58 ] |
| Stany Zjednoczone | 17 stycznia 2017  | Rhythmic crossover radio    | Original | Republic  | [ 59 ] |
| Stany Zjednoczone | 17 stycznia 2017  | Contemporary hit radio      | Original | Republic  | [ 60 ] |
| Włochy            | 20 stycznia 2017  | Contemporary hit radio      | Original | Universal | [ 61 ] |
| Świat             | 27 stycznia 2017  | Digital download, streaming | Remixes  | Island    | [ 5 ]  |